# Музей Рези Аббасі
Музей Рези Аббасі (перс. موزه رضا عباسی) — музей в Тегерані, Іран. Розташований в районі Сейєд Хандан. Музей названо на честь Рези Аббасі, відомого художника періоду Сефевідів.

## Історія
Спочатку будівля музею була виставковим залом меблів і домашніх декорацій. Завдяки цікавій архітектурі та зручному розташуванню вона привернула увагу тогочасних офіційних осіб, які викупили її у власника. Музей офіційно розпочав роботу у вересні 1977 року за підтримки Фарах Пехлеві, але був закритий у листопаді 1978-го. Відновив роботу рік по тому, з деякими змінами інтер'єру та розширенням виставкової площі. Його знову закрили 1984 року через певні внутрішні труднощі й відкрили рік по тому. Зрештою вп'яте музей відчинив свої двері після оновлення 4 лютого 2000. Нині музей перебуває під наглядом Організації культурної спадщини, народних ремесел і туризму.

## Колекції
Виставлені на показ колекції цього музею дуже різноманітні й містять артефакти створені від 2 тисячоліття до н. е. до початку 20 століття, тобто кінця правління Каджарів. Порядок огляду систематизований за часом створення. Завдяки цьому, оглядаючи колекцію відвідувачі можуть прослідкувати розвиток іранського мистецтва, їхньої культури та цивілізації. Така диспозиція унікальна з-поміж інших музеїв Ірану. Серед об'єктів, виставлених у цьому музеї, є речі зроблені з обпаленої глини, металу та каменю від доісторичних часів, а також кераміка, металеві предмети, текстиль, лакований живопис, рукописи та ювелірні вироби ісламського періоду..
Предмети розміщені в трьох різних залах, які відрізняються тематично:
- Доісламський період — розміщені на третьому поверсі. Серед цих предметів є золотий ритон епохи Ахеменідів, а також срібний посуд часів Сасанідів. Крім цієї зали на третьому поверсі розміщена бібліотека.
- Артефакти створені після прийняття ісламу — розміщені на другому поверсі.
- Предмети живопису та каліграфії — розміщені на першому поверсі. Найдавніший експонат цієї частини — аркуш із копії шахнаме дамут 7-го століття хіджри[7].

## Відділ реставрації та зберігання
Відділ реставрації та зберігання складається з двох лабораторій і майстерні, в якій відбувається реставрація творів живопису, виробів з металу і рукописних книг. Ця майстерня є однією з найбільш просунутих в Ірані. Там відновлюють не тільки роботи, які належать музею, але й надіслані з інших музеїв.

## Бібліотека
Бібліотека музею містить понад 10,000 перських, англійських, французьких та німецьких книг про історію іранського мистецтва, археологію та класичний живопис. Також бібліотека виписує більш ніж 50 іранських журналів і 60 зарубіжних.

## Відділ публікацій
Відділ публікацій видав багато різноманітних довідників про мистецтво та історію Ірану.

## Навчальні курси
Є також різні навчальні курси в музеї, такі як креслення, каліграфія, акварель і олійний живопис.

## Колекція срібних монет

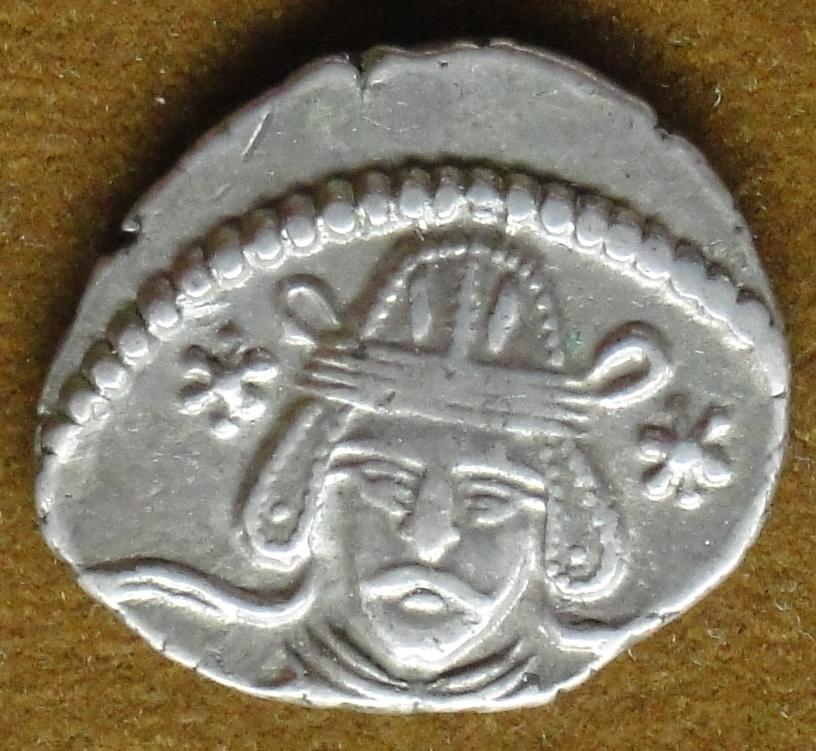
Вонон II
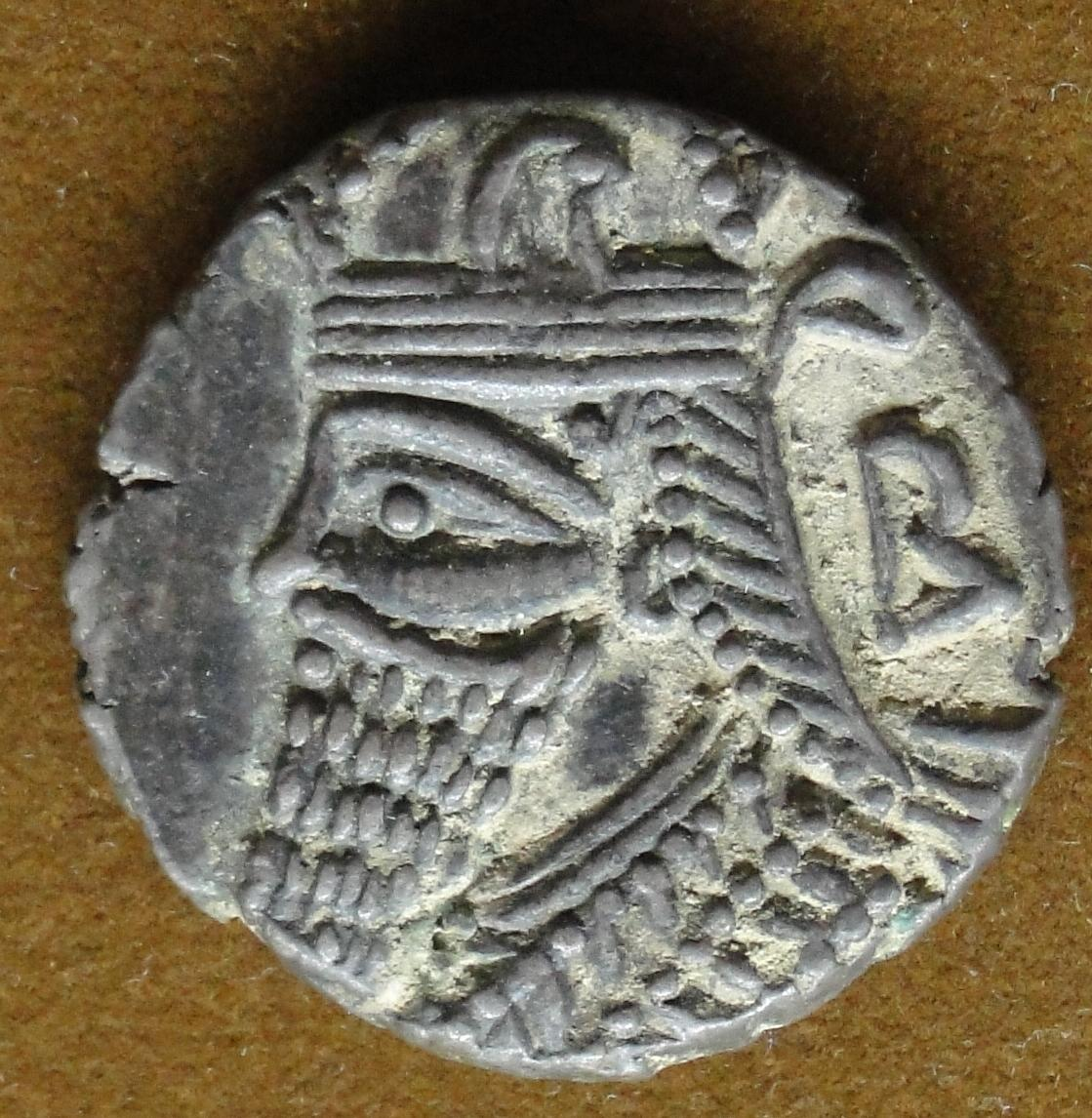
Вологез V
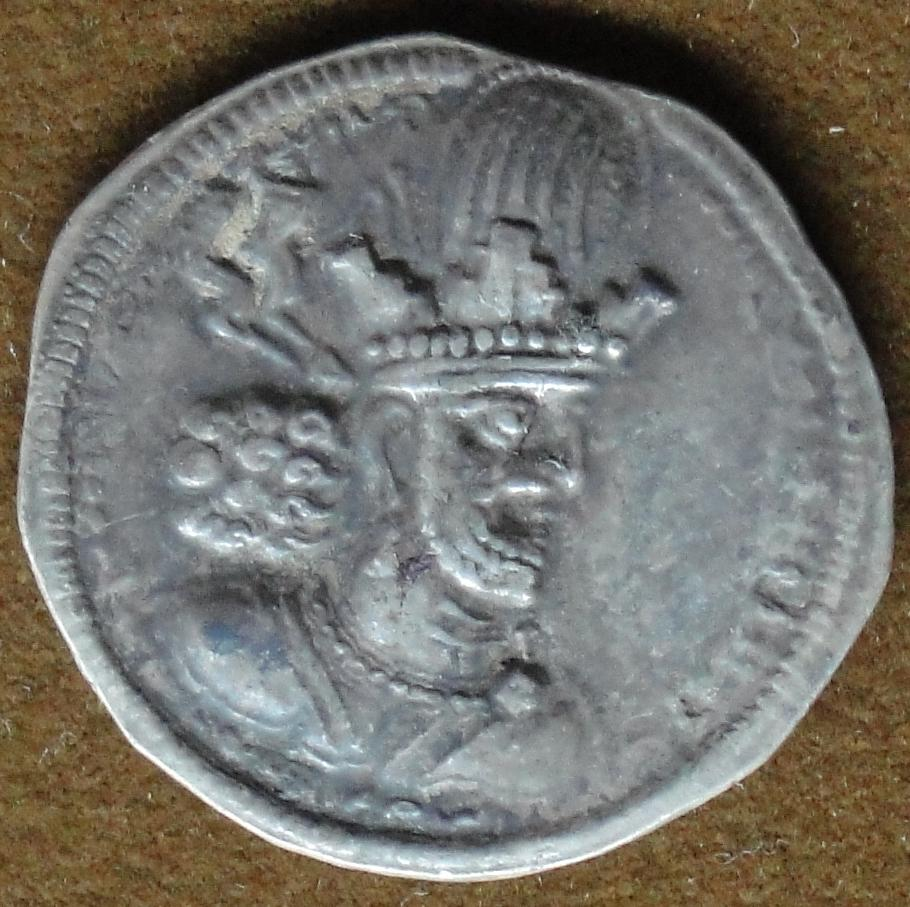
Шапур II
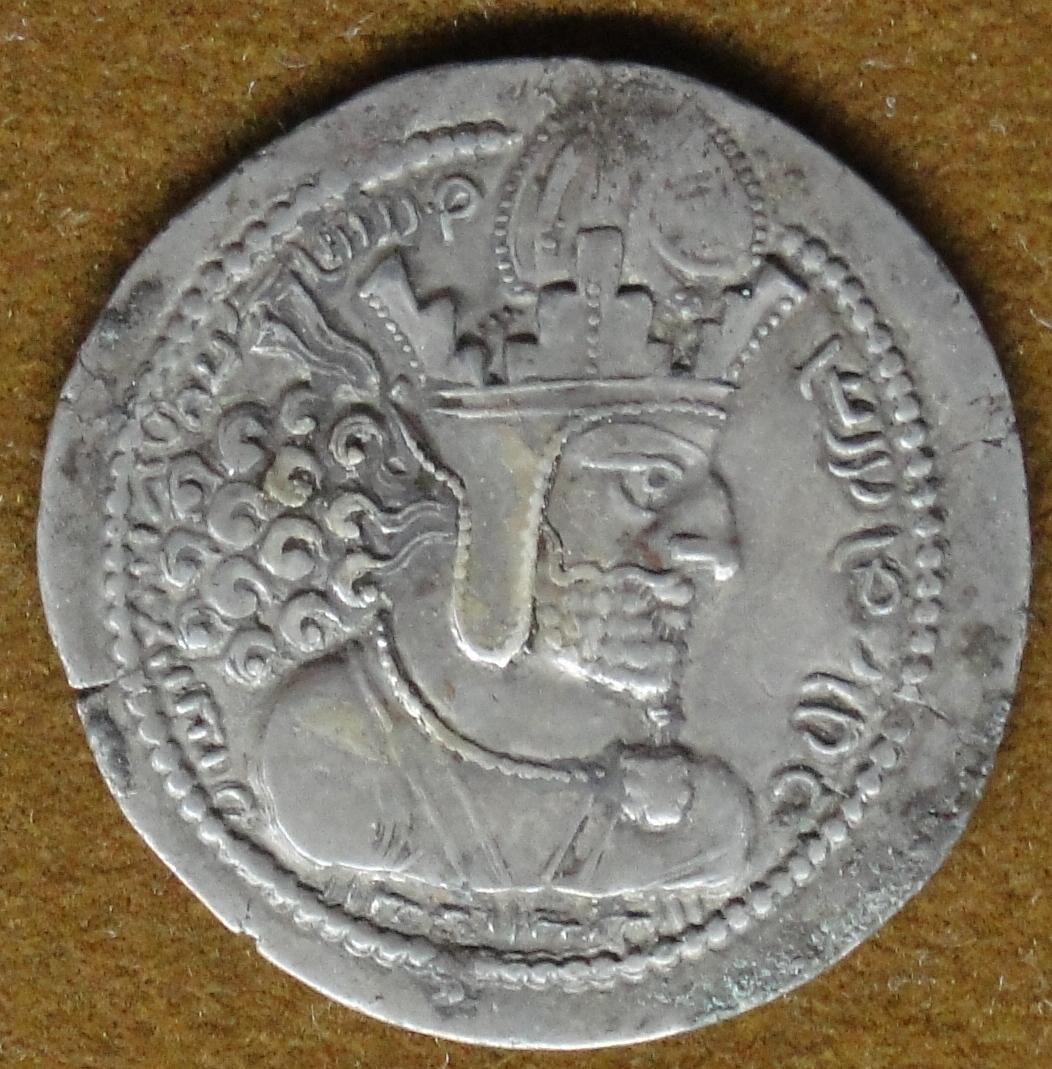
Шапур I
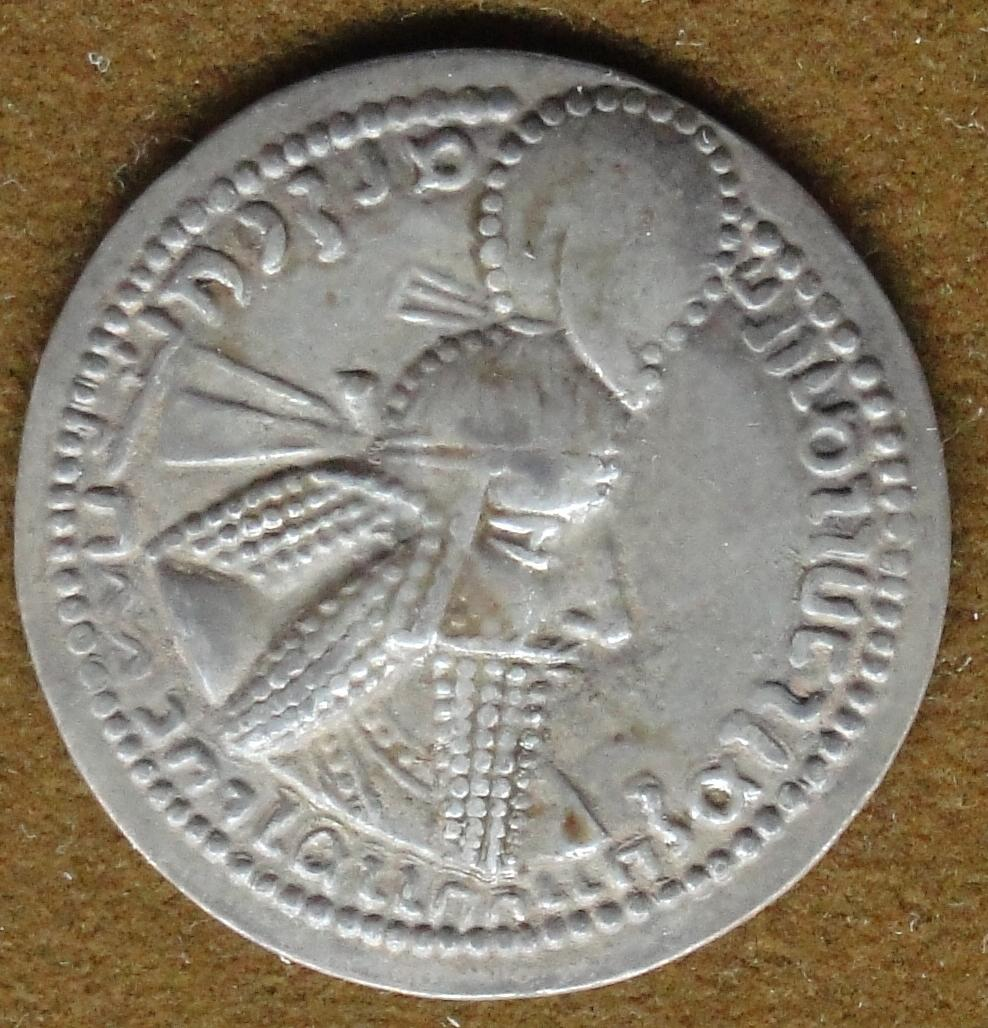
Ардашир І
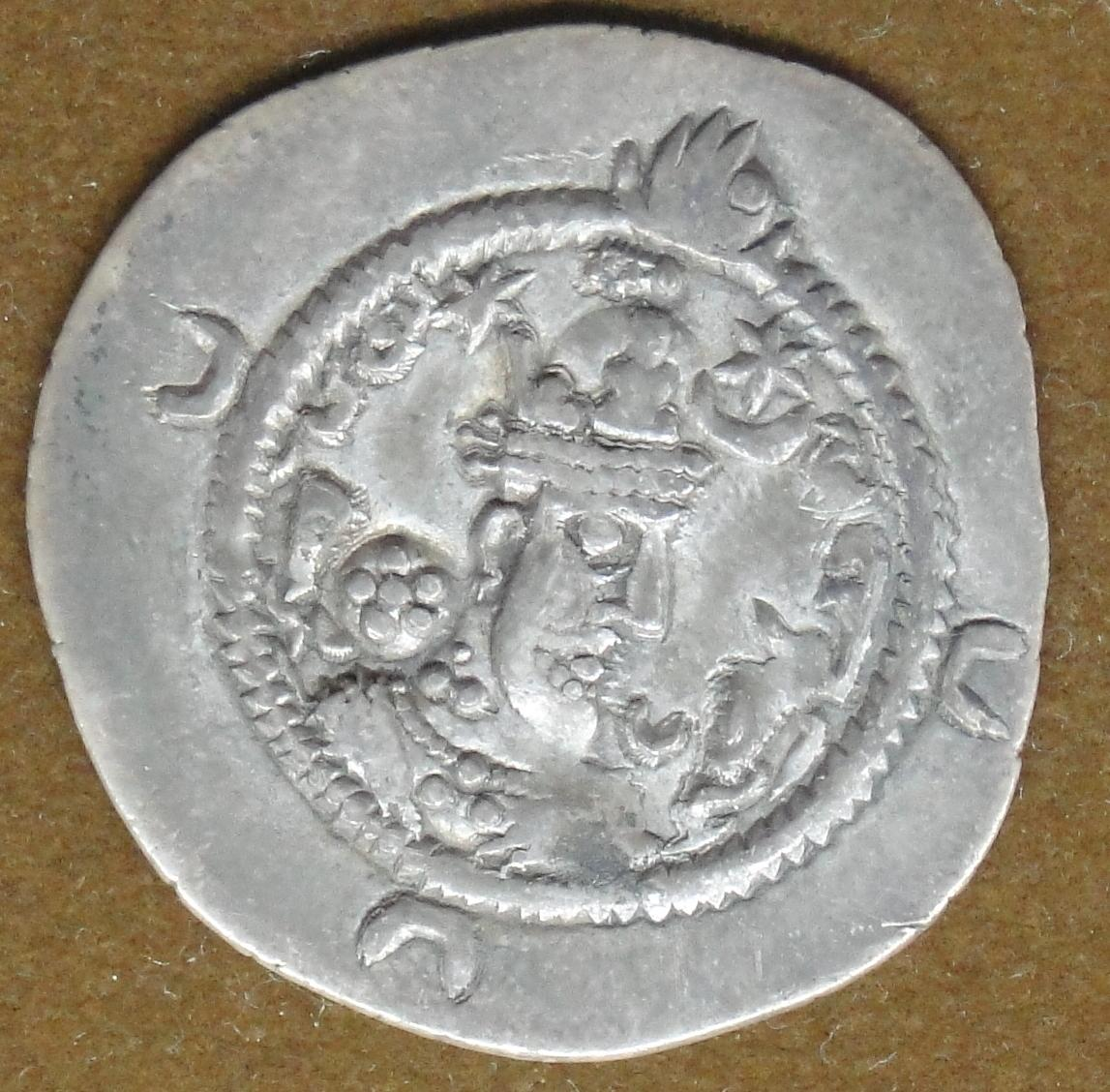
Арташир III
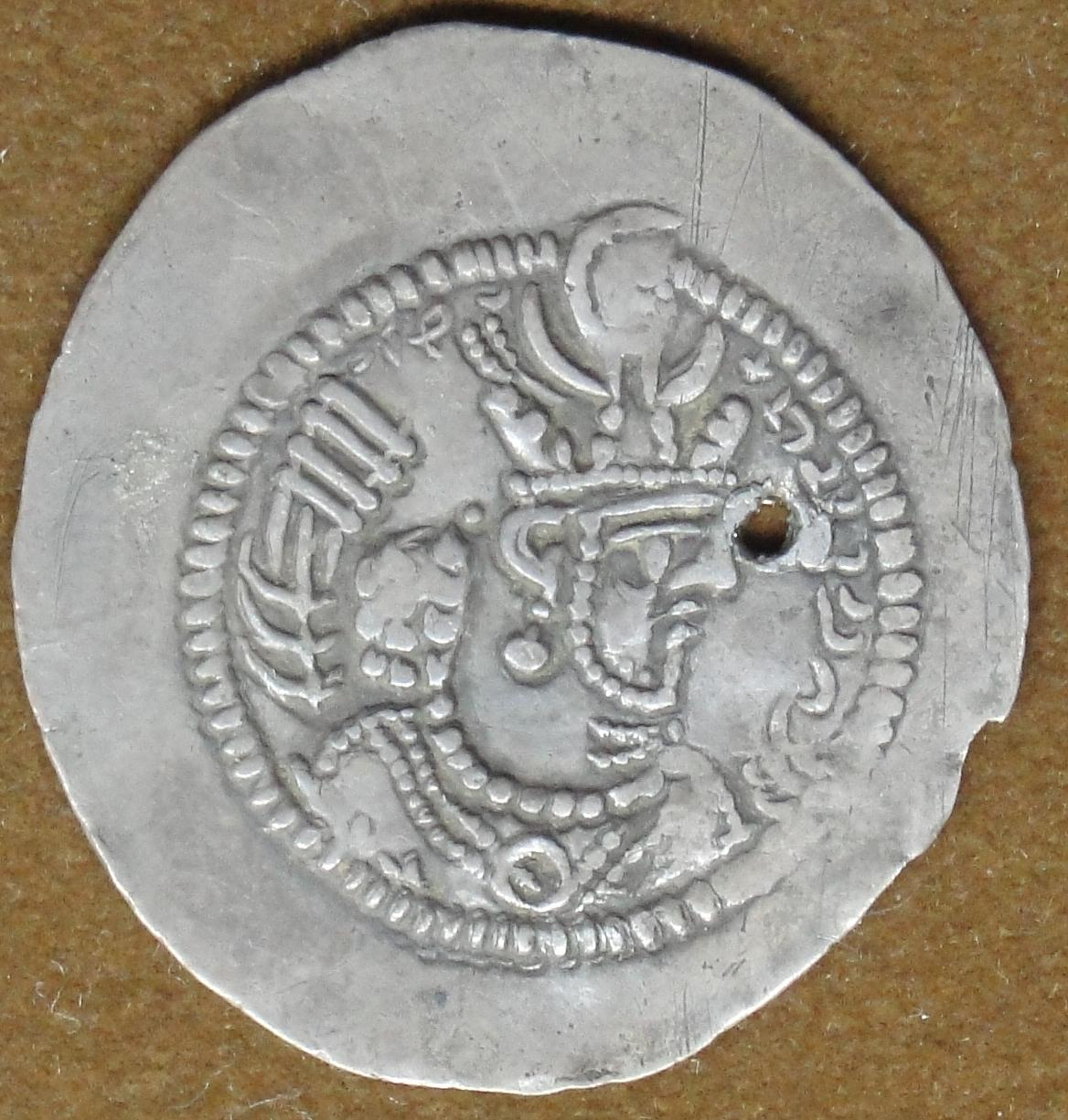
Бахрам V
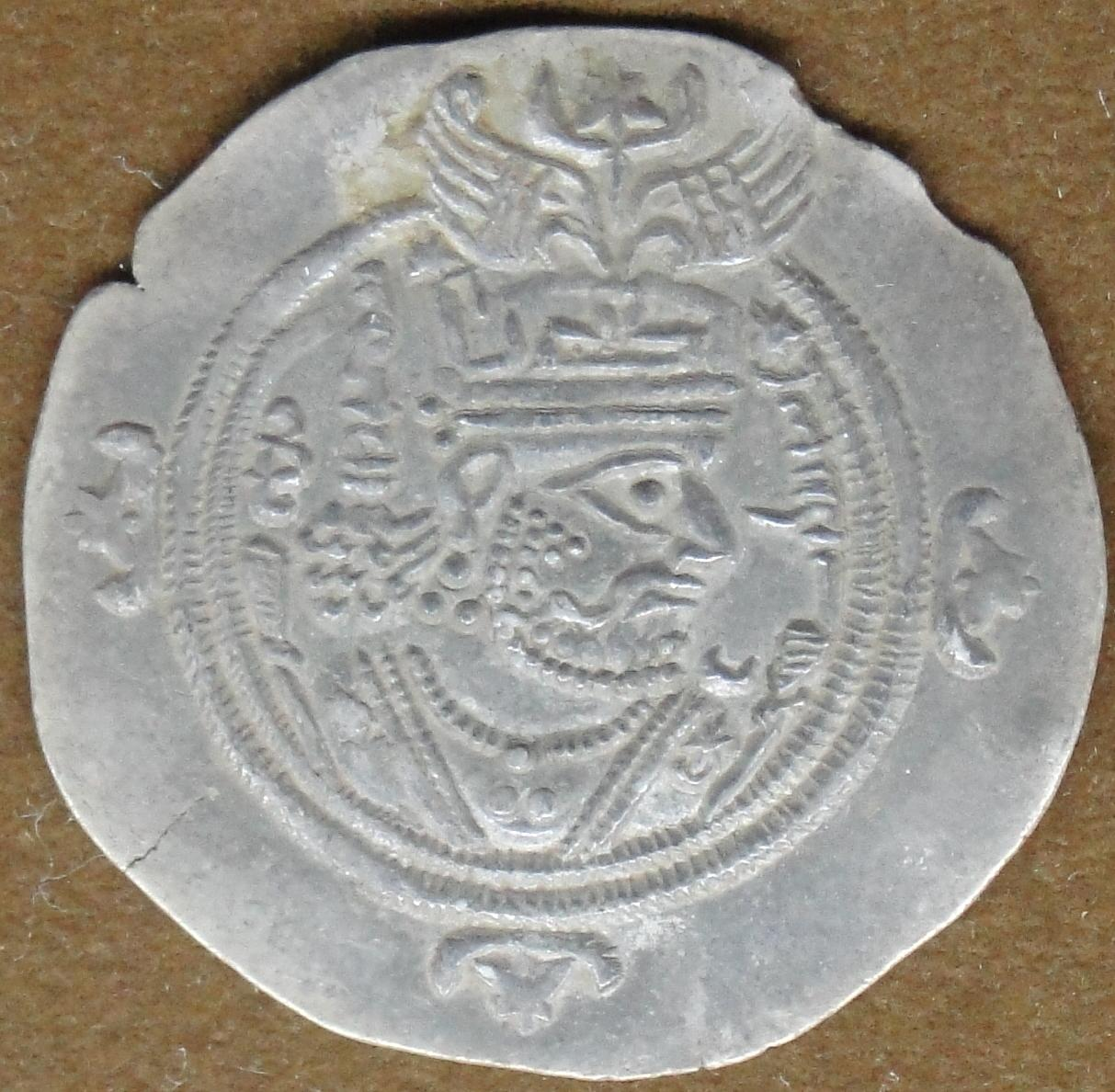
Ормізд IV
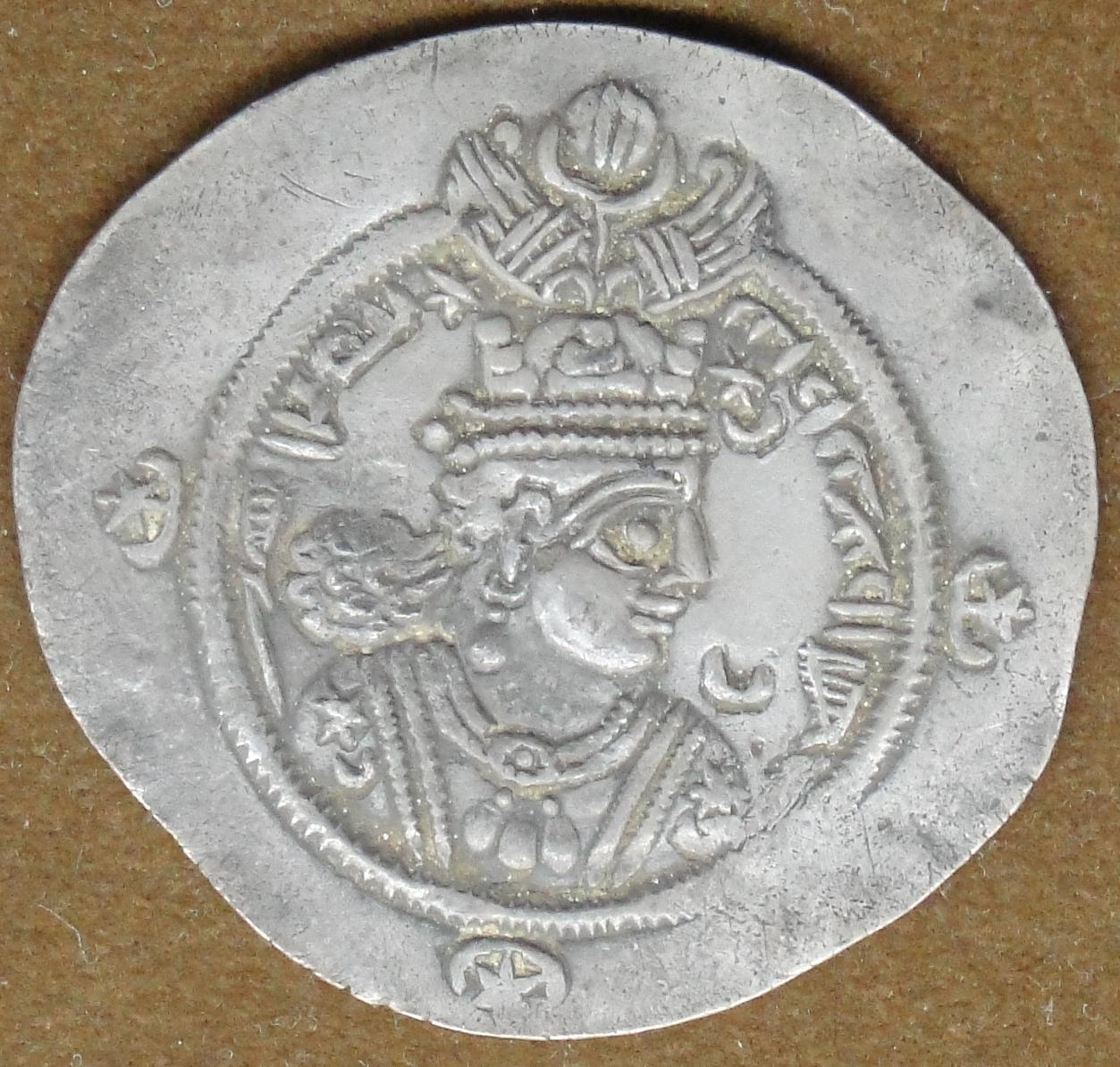
Хосров I
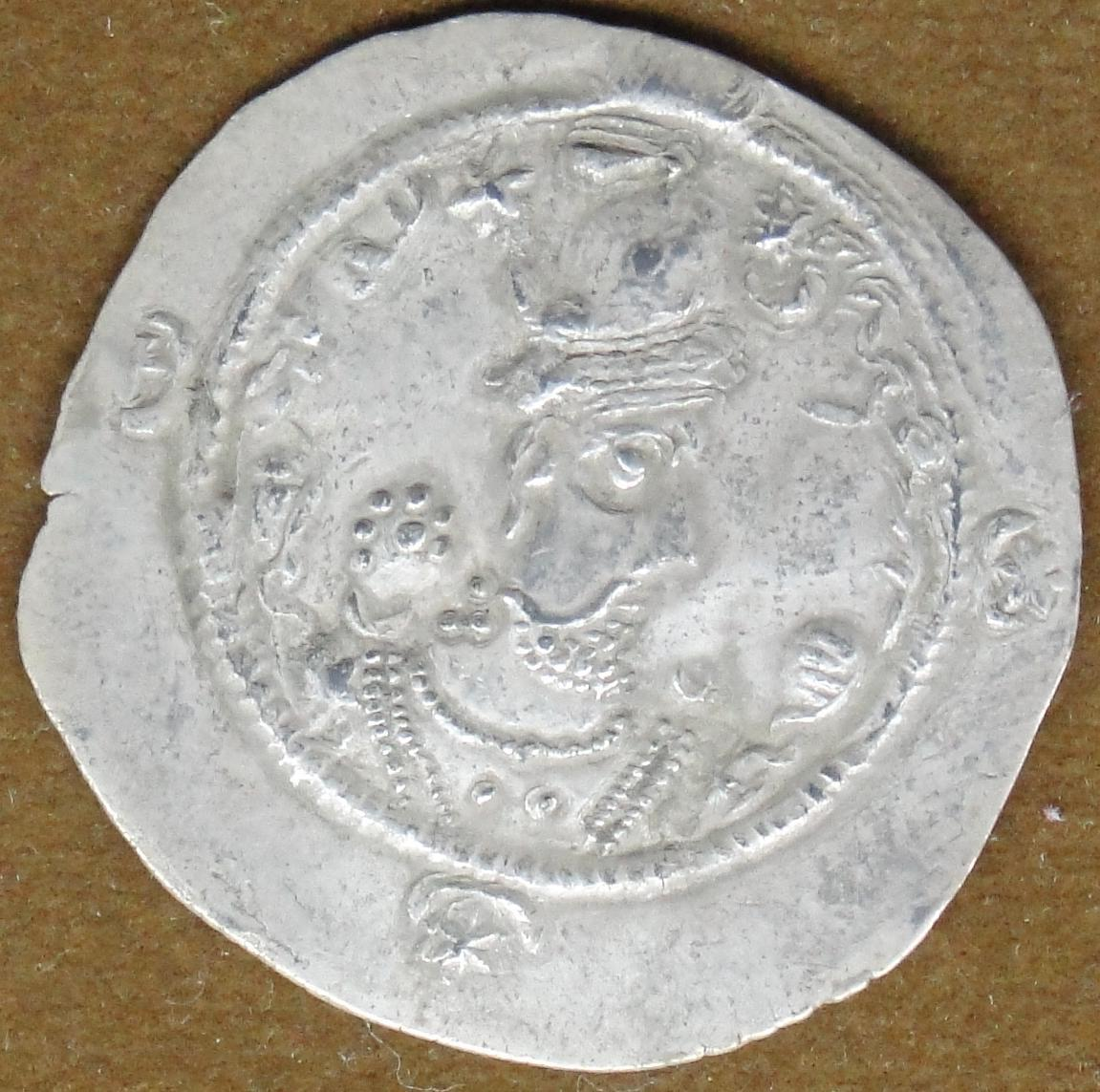
Хосров II